# Crucero de Lajes
El crucero de Lajes (en portugués, cruzeiro das Lajes) es un monumento del tipo crucero situado en la freguesia de Lajes, en el archipiélago de las Azores (Portugal). Data del siglo XIX y está inventariado como patrimonio histórico y religioso municipal.
Se encuentra parcialmente embebido en un muro situado en terrenos agrícolas, en una zona más elevado con un nicho delimitado por pilastras, imposta y un arco de medio punto. El remate consiste en una cornisa en cuyo centro sobresale un pilarete de sección triangular entre volutas, y que soporta una cruz metálica. A su vez, las pilastras laterales están rematadas por sendos pináculos. Existe un altar en el interior del nicho, y un segundo niño dentro de éste y tras el altar, que conserva una imagen de la Virgen María.
Constructivamente es una estructura de piedra revocada y encalada. Los elementos arquitectónicos singulares están realizados en sillería y pintados]].